# 罗有荣
罗有荣（1914年—1989年），男，江西宁都人，中华人民共和国军事人物，中国人民解放军少将，曾任湖北省公安总队政治委员。